# 萌雨らめ
萌雨 らめ（もう らめ、1993年3月3日 - ）は、日本のAV女優。ジュンプロモーション所属。

## 略歴・人物
神奈川県出身。2013年にAVデビューした巨乳のロリ系AV女優。
2014年4月19日、秋葉原のアキバナビスペースで行われた女子プロレス「ファイティングガールズ10 原点回帰【FGチャンピオンタイトルマッチ2014】に出場した。
2014年7月23日のツイッターで、翌8月より「大塚のどか（おおつか のどか）」として活動すると発表した。
趣味・特技:料理。

## 出演作品

### アダルトDVD
2013年
- 完全ガチ交渉! 噂の、素人激カワ看板娘を狙え! vol.05 in中野（10月11日、プレステージ）他出演:桜木郁、あゆみ、橘春香、辻井ゆう ※「井上萌」名義[5]
- 僕だけの保母さん（12月10日、KIプランニング）※「谷口朱理」名義[6]
- 幼●売買 らめちゃん 1●才（12月15日、思春期.com）
- シロウトTV PREMIUM 13＋未公開映像DVD付き（12月20日、プレステージ）他7名出演[7]
- 素人投稿シリーズ【未成年（四九二）】 変態巨根男とパイパン制服少女 07（12月20日、ゴーゴーズ）※「ノゾミ」名義[8]
- 発育中のパイパン巨乳が中出しAVデビュー（12月25日、豊彦）※「佐伯真奈美」名義[9]

2014年
- 素人◎リータ生中出し（1月1日、プラム）※「ゆき」名義[10]
- 居酒屋トイレ盗撮 欲情便所 ［十八］（1月4日、映天）他4名出演[11]
- GET!! 素人ナンパ No.161 新春ご当地美女 新潟アンド水戸（1月7日、桃太郎映像出版）他出演:大原友美、松岡セイラ、須藤早紀、椎名優、成宮ひより ほか
- 図書館で声も出せず糸引くほど愛液が溢れ出す敏感娘 12 中出しSP（1月9日、ナチュラルハイ）[12]
- カワイイ素人娘達の着衣ノーブラ!! 親友対決! ブラジャー早脱ぎ競争!! 3（1月13日、はじめ企画）他5名出演[11]
- 膣内射精 初めての真性中出し（2月6日、アイエナジー）
- 発育中のパイパン巨乳が子宮精液漬け（2月25日、豊彦）※「佐伯真奈美」名義[1]
- 親族レズビアン すてきな…♥わたしだけの叔母さん …姪に嫁を寝取られた（2月27日、タカラ映像）共演:町村あんな
- 援姦肉便少女（3月4日、KIプランニング）※「石井まゆみ」名義[8]
- 真っ昼間から無料お試しエステの勧誘に乗ってくる人妻は、欲求不満で簡単にカラダを許すって本当だった!!オイルエステマッサージでガン勃ちチ●ポを受け入れる! 3（3月14日、SCOOP）他出演:鳥井美希、愛乃なみ ほか
- はじめてのおいしゃさん ロリボイン 萌雨らめ（4月18日、チェリーズ）
- 見せつけレズビアン鑑賞倶楽部 Vol.3（5月16日、虎堂）共演:星崎アンリ、高梨あゆみ 他出演:MAIKA、小司あん、吉村杏菜、橋本ゆりか
- 女子校生ぬる×2おま●こオナニー VOL.15（5月16日、虎堂）他出演:花穂、通野未帆、高梨あゆみ、橋本ゆりか、桜木郁
- 超過激! 素人娘のおマ●コおっぴろげダンス（5月16日、虎堂）他出演:橋本ゆりか、MAIKA、星崎アンリ、高梨あゆみ
- 少女、いただきます（5月19日、ドグマ）
- 新人の回春エステティシャンがマッサージしてくれたが発射は厳しい感じ。諦めていた時、このままじゃお金がもらえないと言って挿入をお願いしてきた!（5月23日、SCOOP）他出演:鳥井美希、永野愛美、佐々木絵美 ほか
- 女子校生のオマ○コ汁 Vol.11（6月6日、OFFICE K'S）他出演:星崎アンリ、桜木郁、石原あい、通野未帆、高梨あゆみ
- 2週間毎日 私の汚いパンティー見てください（6月20日、レイディックス）
- 素人娘 初めてのディルドオナニー Vol.7（6月20日、OFFICE K'S）他出演:川越ゆい、石原あい、早瀬ありす、花穂 ほか
- 絶潮パイパンアクメドール 2（7月22日、REAL）
- 私のバター犬（8月22日、レイディックス）
- 素人参加企画 50代スケベおやじが人気AV女優とムフフ体験!（8月22日、レイディックス）他出演:友田彩也香、黒木歩、小池絵美子、河西あみ、杉崎麗、橋野愛琉
- 魔法美少女マジカルマギー（9月7日、特撮連合）

### イメージDVD
- スクールドール（2013年11月10日、INTEC Inc）※「村上あんり」名義[1]
- おもてなし少女 2 〜生徒会長のお言葉〜（2013年12月26日、オルスタックピクチャーズ）※「村田しずか」名義[13]
- 17の御法度 〜あの、Gカップおもてなし少女が…〜（2014年4月28日、オルスタックピクチャーズ）※「村田しずか」名義[1]